# Андерс Бастіансен
Андерс Бастіансен (норв. Anders Bastiansen; 31 жовтня 1980, м. Осло, Норвегія) — норвезький хокеїст, центральний нападник. Виступає за «Фріск» (Аскер) в Норвезькій хокейній лізі (GET-ligaen). 
Вихованець хокейної школи «Фріск» (Аскер). Виступав за «Фріск» (Аскер), «Арбога», «Альмтуна», «Мура», «Фер'єстад» (Карлстад), «Грац Найнті-Найнерс». 
У складі національної збірної Норвегії учасник зимових Олімпійських іграх 2010 і 2014 (7 матчів, 1+0), учасник чемпіонатів світу 2005 (дивізіон I), 2006, 2007, 2008, 2009, 2010, 2011, 2012, 2013, 2014 і 2015 (67 матчів, 21+19). У складі молодіжної збірної Норвегії учасник чемпіонатів світу 1999 (група B) і 2000 (група B). 
Досягнення
- Чемпіон Норвегії (2002)
- Чемпіон Швеції (2009, 2011), срібний призер (2014).